# Rakott krumpli

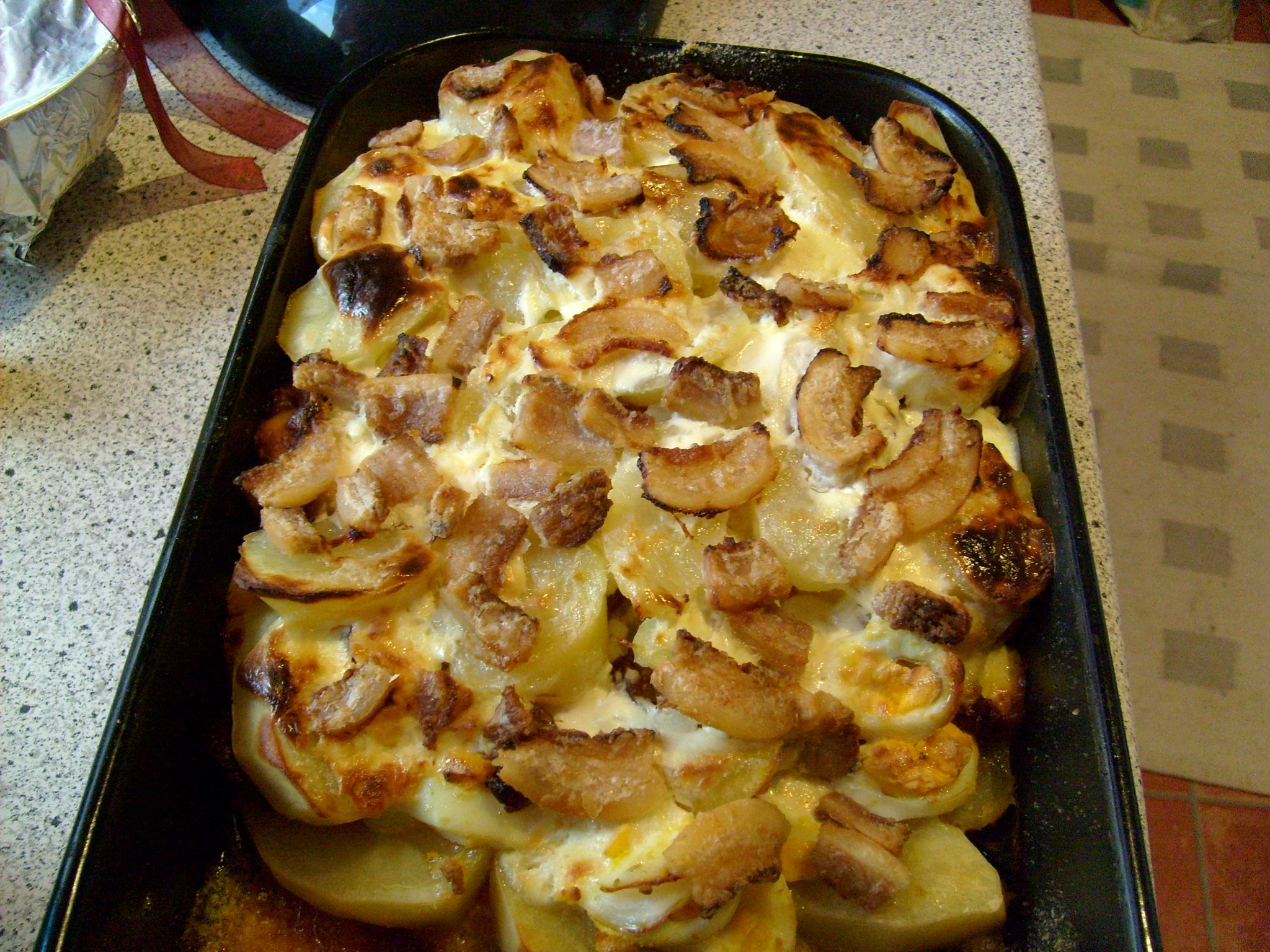
Rakott krumpli

Rakott krumpli (auch rakott burgonya) ist eine ungarische Speise, die aus Kartoffeln, Sauerrahm, Wurst und Eiern besteht. Sie wird als Auflauf zubereitet, bei dem die Zutaten übereinander geschlichtet werden. Erstmals erwähnt wurde sie im Ungarischen Nationalkochbuch Magyar nemzeti szakácskönyve, das 1840 angeblich von István Czifray geschrieben wurde.